# Podorenda
Podorenda – część wsi Pysznica w Polsce położona w województwie podkarpackim, w powiecie stalowowolskim, w gminie Pysznica.
W latach 1975–1998 Podorenda administracyjnie należała do województwa tarnobrzeskiego.